# 1995 (szám)
Az 1995 (római számmal: MCMXCV) az 1994 és 1996 között található természetes szám.

## A matematikában
A tízes számrendszerbeli 1995-ös a kettes számrendszerben 11111001011, a nyolcas számrendszerben 3713, a tizenhatos számrendszerben 7CB alakban írható fel.
Az 1995 páratlan szám, összetett szám. Kanonikus alakja 31 · 51 · 71 · 191, normálalakban az 1,995 · 103 szorzattal írható fel. Tizenhat osztója van a természetes számok halmazán, ezek növekvő sorrendben: 1, 3, 5, 7, 15, 19, 21, 35, 57, 95, 105, 133, 285, 399, 665 és 1995.
26 szám valódiosztóösszeg-függvényeként áll elő, ezek közül a legkisebb is nagyobb 10 000-nél.